# Баженова Тетяна Олексіївна
Тетя́на Олексі́ївна Баже́нова (нар. 3 червня 1936, Санкт-Петербург) — заслужений майстер народної творчості України.

## Життєпис
Народилася майстриня 3 червня 1936 року в м. Санкт-Петербург, де й провела свої перші дитячі роки. Пережила блокаду Ленінграда.
З дитинства захоплювалася вишивкою, макраме, мереживоплетінням. У 1961 році закінчила Казанський хіміко-технологічний інститут. Вона була завідувачкою агрохемічної лабораторії, інженером з випробуванню ракетного палива та гальванопокриттях, працювала на фільтрувальній станції.
У 1984 році сім'я Баженових переїхала до Чернігова; відтоді Тетяна змогла плідніше реалізує себе, зокрема, у техніці «печворку». За ці роки майстриня створила близько 200 робіт.

## Творчість
Працює у техніках клаптикове шиття, вишивки гладдю, різноманітні стібки, використання декоративних елементів (намистинок, бісеринок, дротиків, фурнітури), тощо. Сюжети робіт художниці — пейзажі, натюрморти, сторінки дитячих казок, тематичні колажі, українські обряди, історичні сюжети славетного минулого нашого народу. Всі вони вражають різноманітністю матеріалів, оригінальністю форм, кольорових рішень.
Для кожної своєї роботи майстриня пише вірші. І мріє видати книгу з репродукціями своїх творів та віршами до них. Тетяна Олексіївна — активна учасниця міських, обласних, всеукраїнських виставок декоративно-прикладного мистецтва.

## Виставки
Перша творча виставка художниці відбулася 2005 року у «АРТ-клубі» в Чернігові. Загалом, за роки творчої праці відбулося близько 20 персональних виставок художниці. Її роботи експонувались у столичному Міжнародному Виставковому Центрі, Будинку художника, на території Києво-Печерської Лаври, Будинку творчості (м. Санкт-Петербург), в Одесі на конкурсі «Алые паруса» та в багатьох інших містах. Свої роботи художниця тільки дарує, і лише тим, хто не байдужий до народного мистецтва. Майстриня активно співпрацює з навчальними закладами міста, області, музеями, громадськими організаціями.